# Tesfaye Tola
Tesfaye Tola (ur. 19 października 1974) – etiopski lekkoatleta maratończyk, medalista olimpijski z Sydney.

## Osiągnięcia
- brązowy medal Igrzysk olimpijskich (bieg maratoński, Sydney 2000)
- brąz mistrzostw Afryki w półmaratonie (Dżibuti 1997)[1]
- 3 srebrne medale w drużynie (długi dystans) Mistrzostw świata w biegach przełajowych (Marrakesz 1998, Belfast 1999 oraz Vilamoura 2000)
- 4 medale w drużynie podczas mistrzostw świata w półmaratonie
  - Koszyce 1997 – brąz
  - Palermo 1999 – srebro
  - Bristol 2001 – złoto
  - Vilamoura 2003 – brąz
- medalista mistrzostw Etiopii

## Rekordy życiowe
- bieg na 10 000 metrów – 28:12.32 (1999)
- półmaraton – 59:51 (2000)
- maraton – 2:06:57 (1999)